# 망량
망량(魍魎)은 물귀신의 일종이다.

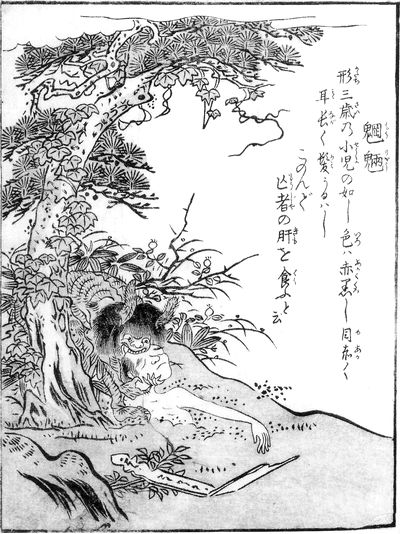

《회남자》에서 “망량은 세살먹은 어린아이와 같다. 피부색은 검붉고 눈은 새빨간데 귀가 길고 머리카락이 아름답다”고 한다.
《본초강목》에서는 “망량은 죽은 자의 간을 즐겨 먹는다. 망량은 호랑이와 떡갈나무를 무서워하는 본성이 있다. 또 불술(弗述)이라는 것이 있어 땅속 시체의 뇌를 파먹는데, 나무로 모가지를 쑤셔 버리면 죽는다. 이것도 망량이다.”라고 되어 있다.
망자의 시체를 파먹는다는 점에서, 일본에서는 화차와 동일시되는 경우도 있다.